# Robert Keller (Widerstandskämpfer)
Robert August Paul Keller (* 12. Juni 1901 in Trebbin; † 6. Dezember 1972 in Frankfurt am Main) war ein deutscher Widerstandskämpfer gegen den Nationalsozialismus.

## Leben
Robert Keller wurde 1901 als Sohn eines Tischlermeisters geboren. Nach dem Gymnasium studierte er unter anderem an der Deutschen Hochschule für Politik. Ab 1919 gehörte er dem Zentralverband der Angestellten an. Er arbeitete in verschiedenen Lohnarbeitsverhältnissen, unter anderem als Page, Schiffsjunge und Lohnschreiber. Von 1921 bis 1926 war er Leiter der Jungsozialistischen Vereinigung und schrieb Beiträge für deren Jungsozialistische Blätter.
1919 trat er der SPD bei. Dort gehörte er 1927 dem Bezirksvorstand Schleswig-Holstein an und war 1929 Sekretär der Reichstagsfraktion. Von 1929 bis 1932 war er Stadtverordneter und Parteisekretär in Eisleben. Dort war er auch Gründungsmitglied des örtlichen Reichsbanners. Mit der SPD-Parteiführung brach er nach dem Papen-Putsch und der Reaktion der SPD darauf.
Bekannt als radikaler Gegner der NSDAP wurde er im Februar 1933 auf offener Straße angegriffen. Als das Volkshaus in Eisleben von der SA gestürmt wurde, war er einer der Verteidiger. Nach der Machtergreifung hielt er den Druck in Eisleben nicht mehr aus und floh nach Berlin, wo er sich eine Zeitlang mit seiner Familie versteckt hielt.
Anschließend emigrierte die Familie in die Tschechoslowakei. Dort lebte er zusammen mit Franz Osterroth in einem Haus in Röhrsdorf bei Zwickau. Die beiden bauten dort für den Roten Stab eine Kaderschule für Genossen aus Deutschland auf. Von der Tschechoslowakei aus versorgten sie ein Netzwerk von Sozialdemokraten mit Widerstandsmaterial. Verbindungen unterhielt er zu Carlo Mierendorff und Theodor Haubach. Die finanziell aufwendige Widerstandsarbeit finanzierte er aus einem Erbe, das er vor den Nationalsozialisten verstecken konnte.
Nach der ersten Verhaftungswelle gegen den Roten Stoßtrupp gründete er einen Hilfsfonds für verhaftete Anhänger. Er arbeitete zwar mit dem Sopade zusammen, hatte allerdings eine kritische Distanz zum Exilvorstand der SPD. Nach einem gescheiterten Kartell aus den Revolutionären Sozialisten und Neu Beginnen zog er nach Bensen am Polzen, wo er als Auslandsleiter des Neuen Roten Stoßtrupps in Erscheinung trat. Ab 1936 zog er sich zunehmend aus der illegalen Arbeit zurück. Am 26. Januar 1938 wurde er offiziell aus dem Deutschen Reich ausgebürgert und sein Vermögen beschlagnahmt.
Im Mai 1938 emigrierte er nach Frankreich. Dort wurde er nach dem Ausbruch des Zweiten Weltkriegs inhaftiert und zur Zwangsarbeit eingesetzt. Am 12. Januar 1942 emigrierte er in die USA. Dort kam er zunächst bei Quäkern unter und arbeitete anschließend als Buchhalter bei einer Spedition. Politisch schloss er sich in Milwaukee dem Council for a Democratic Germany an.
Nach dem Weltkrieg kehrte er ohne seine Familie zurück nach Deutschland und schloss sich der KPD und später der SED an. Die westdeutsche SPD lehnte er ab. Er arbeitete für den Vorwärts, wo er von 1947 bis 1949 als Chefredakteur tätig war. Der Vorwärts (Wochenzeitung) wurde herausgegeben vom Bezirksverband Groß-Berlin der SED. 1947 schrieb er einen offenen Brief, in dem er die KPD-feindliche Haltung der West-SPD kritisierte und verglich Kurt Schumacher mit einem „Naziredner“. Von 1949 bis 1952 arbeitete er als leitender Redakteur für das Neue Deutschland sowie als stellvertretender Chefredakteur für die Berliner Zeitung. Er wurde bei einem nicht autorisierten Treffen mit Paul Hertz in West-Berlin beobachtet. Dies brachte ihn in Konflikt mit der SED, die ihn politisch isolierte. Im Februar 1953 floh er in den Westen.
Auch in der Bundesrepublik Deutschland war er politisch isoliert. Er ließ sich in Frankfurt am Main nieder. Dort arbeitete er als Französischlehrer für den Bund für Volksbildung Frankfurt am Main Höchst. Anschließend arbeitete er für die Gewerkschaft der Eisenbahner Deutschlands und zuletzt als Pressesekretär der Ortspolizei.
Er verstarb 1972 in Frankfurt am Main.